# Люнтерен
Люнтерен (нід. Lunteren) —  місто, що розташовано в провінції Ґелдерланд, Нідерланди. Поблизу міста розташований географічний центр Нідерландів.

## Історія
16 квітня 1945 року місто було звільнено від німецьких військ силами союзників.  У 1995 році на честь звільнення була встановлена лавка з пам'ятним камнем.
У 2015 році були проведені розрахунки, внаслідок яких було однозначно встановлено, що географічний центр Нідерландів знаходиться поблизу міста Люнтерен.

## Освіта
У місті є початкова школа Nederwoud, якій у 2021 році виповниться 100 років. Також є і інші школи.

## Економіка та туризм
У Люнтерені мешкає понад 13 000 мешканців. Влітку ця цифра збільшується майже втричі. Щорічно у місті зупиняється 107 тисяч туристів.
На території міста є музей загальною площею 500 м.кв.
Також у місті є залізнична станція, що розташована на залізничній лінії між містом Амерсфорт та Еде.
Існують плани будівництва 70 нових будинків у місті впродовж 2021-2022 рр., які пов'язують із високим попитом на житло в місті.